# Colobothea lucaria
Colobothea lucaria là một loài bọ cánh cứng trong họ Cerambycidae.